# جذر الهيدروكسيل
جذر الهيدروكسيل هو جزيء صيغته الكيميائية -OH يتألف من ذرة هيدروجين وذرة أوكسجين مع إلكترون غير مزاوج (أي جذر كيميائي). هذا الجذر يتفاعل بسهولة مع الميثان والهيدروكربونات الأخرى في الغلاف الجوي. ويمكن أن تبدأ التفاعلات التي يشارك فيها الأوكسجين والجزيئات الأخرى (أكاسيد الأزوت) المتواجدة في طبقة التروبوسفير. ويساهم التحلل الضوئي لمركب ثنائي أكسيد النيتروجين (NO2) في إنتاج الأكسجين الذري (O) الذي يتفاعل بسرعة مع الأكسجين الجزيئي لإنتاج الأوزون في طبقة التروبوسفير.
مصدر الهيدروكسيل في الغلاف الجوي يشمل في المقام الأول التحلل الضوئي لبيروكسيد الهيدروجين، والحرارة، والضوء. وفي المقام الثاني تفاعل ذرة الأكسجين منشطة (نتيجة التحلل الضوئي الأوزون) مع الماء.